# P193 «Фастів»
«Фастів» (до 2021 року — «Вашингтон»; англ. WPB-1331 «Washington») — патрульний катер типу «Айленд» B-серії, побудований для Берегової охорони США.  Бортовий номер P193, названий на честь міста Фастів у Київській області.

## Історія
В складі берегової охорони США катер перебував з 1990 по 2019 рр. під назвою «Washington» (б/н WPB-1331), порт приписки Гуам. У ВМС України катер отримав назву «Фастів» (б/н Р193), має увійти до складу дивізіону катерів типу «Айленд», який базуватиметься в акваторії порту «Південний».
Доставлений до Одеси 23 листопада 2021 року разом з однотипним «Суми» (P192) на борту вантажного судна Ocean Grand. Окрім власне катерів було доставлено й кілька контейнерів із обладнанням та запасними частинами.
В найближчі дні після доставки та спуску на воду пройшов випробування та зарахований до складу ВМС України наказом міністра оборони від 29 листопада 2021 року.